# 德鲁德陨石坑
德鲁德陨石坑（Drude）是位于月球背面崎岖的科迪勒拉山脉区的一座小撞击坑，其名称取自德国物理学家保罗·德鲁德（1863年-1906年），1970年被国际天文学联合会批准接受。

## 描述

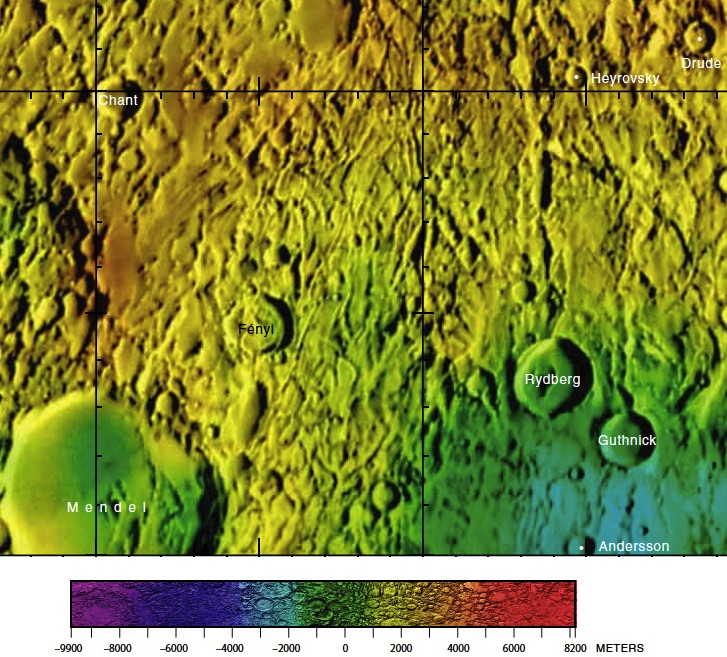
德鲁德陨石坑的周边，月球背面区域详图。

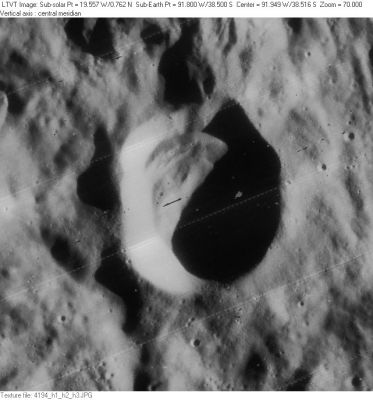
月球轨道器4号拍摄

该陨坑位于形成于酒海纪期，直径630公里的孟德尔-里德伯盆地北面，西北偏北靠近较小的福卡陨石坑、东北和西南分毗邻更大的沙勒陨石坑和格拉夫陨石坑，小陨石海罗夫斯基则位于它的西南偏南面。该陨坑中心月面坐标为38°34′S 91°53′W / 38.56°S 91.89°W，直径27.13公里，深度约1.95公里。
德鲁德陨石坑外观呈不规则的圆状，南北方向略长，几乎未受到任何侵蚀，坑壁边沿峻峭，内侧壁较为宽坦。坑壁最大高出周边地形880米，内部容积约487立方千米。坑底表面相对平坦，没有较醒目的地貌结构。陨坑所在区域月表布满了雨海形成时溅射的喷发物，地形崎岖混杂。
该陨坑有时通过月球摄动可进入地球视野范围，但其显示角度极低，只能看到它的侧面，且外观会有所变形。
原先的卫星坑“德鲁德 S”1985年被国际天文学联合会更名为海罗夫斯基陨石坑。

## 另请参阅
- Andersson, L. E.; Whitaker, E. A. . NASA RP-1097. 1982.
- Blue, Jennifer. . USGS. July 25, 2007  [2007-08-05]. （原始内容存档于2013-02-13）.
- Bussey, B.; Spudis, P. . New York: Cambridge University Press. 2004. ISBN 978-0-521-81528-4.
- Cocks, Elijah E.; Cocks, Josiah C. . Tudor Publishers. 1995. ISBN 978-0-936389-27-1.
- McDowell, Jonathan. . Jonathan's Space Report. July 15, 2007  [2007-10-24]. （原始内容存档于2018-12-25）.
- Menzel, D. H.; Minnaert, M.; Levin, B.; Dollfus, A.; Bell, B. . Space Science Reviews. 1971, 12 (2): 136–186. Bibcode:1971SSRv...12..136M. doi:10.1007/BF00171763.
- Moore, Patrick. . Sterling Publishing Co. 2001. ISBN 978-0-304-35469-6.
- Price, Fred W. . Cambridge University Press. 1988. ISBN 978-0-521-33500-3.
- Rükl, Antonín. . Kalmbach Books. 1990. ISBN 978-0-913135-17-4.
- Webb, Rev. T. W.  6th revised. Dover. 1962. ISBN 978-0-486-20917-3.
- Whitaker, Ewen A. . Cambridge University Press. 1999. ISBN 978-0-521-62248-6.
- Wlasuk, Peter T. . Springer. 2000. ISBN 978-1-85233-193-1.